# Еланд антилопа
Еланд антилопа (лат. Taurotragus oryx) је врста афричке антилопе, која насељава саване и равнице источне и јужне Африке.

## Опис
Код врсте је присутан полни диморфизам, при чему су женке ситније од мужјака. Женке достижу тежину од 300–600 kg, дужину од 200–280 cm од њушке до корена репа и висину у раменима од 125–153 cm. Мужјаци достижу тежину од 400–942 kg, дужину од 240–345 cm од њушке до корена репа и висину у раменима од 150–183 cm. Реп је дуг 50–90 cm. Забележено је да мужјаци могу да достигну тежину и до 1.000 kg.
Крзно еланд антилопе из северних делова ареала има карактеристичне ознаке (пруге на торзу, обележја на ногама, и др.) које нису присутне код еланд антилопе са југа. Крзна мужјака су тамнија од крзна женки. Мужјаци на крзну могу имати и низ вертикалних белих пруга са стране (најчешће се јавља у деловима области Кару у Јужној Африци). Како мужјаци старе тако њихово крзно постаје сивље. Мужјаци имају густо крзно на челу и велики подбрадак.
Рогови оба пола су по ивицама спирални. Тек рођени младунци имају видљиве рошчиће, који брзо расту у првих седам месеци живота. Рогови мужјака су дебљи и краћи од рогова женки (рогови мужјака су дуги 43–66 cm, а рогови женки 51–69 cm) и имају израженију спиралу. Мужјаци користе своје рогове у борбама са другим мужјацима, док женке своје рогове користе да би заштитиле маладунце од грабљиваца.
Еланд антилопа је најспорија врста антилопе, максимална брзина коју може да достигне је 40 km на час и при овој брзини се брзо замара. Међутим, када трчи брзином од 22 km на час може веома дуго да трчи. Еланд антилопа када се уплаши може да скочи из места до 2,5 m (младунци могу да скоче и до 3 m). Очекивани животни век еланд антилопе се креће између 15 и 20 година, а у заточеништву достиже старост и до 25 година.

## Таксономија
Еланд антилопу је 1766. први описао немачки зоолог и ботаничар Петер Симон Палас. Она припада потпородици Bovinae породице Bovidae из реда папкара (Artiodactyla). Еланд антилопа се некада сврстава у род Tragelaphus на основу молекуларне филогеније, али се обично сврстава у род Taurotragus, са џиновском еланд антилопом (T. derbianus).

### Подврсте
Признате су три подврсте еланд антилопе, мада је њихова валидност оспорена.
- (1864). Ливингстонов еланд насељава шуме око средњег тока Замбезија. Ливингстонов еланд има смеђе крзно са до 12 пруга.
- (1766). Кејпски еланд насељава Јужну и Југозападну Африку. Кејпски еланд има мрко-жуто крзно, а одрасле јединке немају пруге.
- (1906). Источноафрички еланд насељава Источну Африку. Источноафрички еланд на крзну има до 12 пруга.

## Понашање
Еланд антилопе су миграторне животиње, које су активне углавном у зору и сумрак. Хране се ујутру и увече, одмарају у хладу када је велика врућина, а када је хладно бораве на осунчаним местима. Живе у крдима до 500 јединки, у којима остају од неколико сати до више месеци. Женке и младунци се обично окупљају у већим крдима, док мужјаци живе у мањим крдима или као самотњаци. У време сезоне парења, крда се чешће окупљају. У Јужној Африци еланд антилопе се често мешају са крдима зебри, коњских антилопа и орикса.

## Станиште и распрострањеност
Еланд антилопе живе на отвореним равницама Јужне Африке. Од Етиопије и Јужног Судана на северу, до Анголе и Намибије на западу и Јужноафричке Републике на југу.
Еланд антилопе највише воле полупустињске области са жбунастом вегетацијом. Често насељавају травнате пределе, шумарке, полупустиње, жбуњаке и планинске врхове на надморској висини од око 4.600 m. Еланди избегавају шуме, мочваре и пустиње. У областима које насељавају еланд антилопе обично се могу наћи врсте дрвећа и грмља из родова Acacia, Combretum, Commiphora, Diospyros, Grewia, Rhus и Ziziphus.
Еланд антилопа се може наћи у многим националним парковима и резерватима.

## Исхрана
Еланди су биљоједи, који се хране лишћем грмова и дрвећа током сувљих зимских месеци, а током кишне сезоне, када је има у изобиљу, претежно се хране травом. У исхрани су им потребни сочни листови биљака цветница богати протеинима, али се хране и биљном храном мање хранљиве вредности, као што су траве итд. Еланд антилопа је у стању да очува влагу повећањем своје телесне температуре. Еланди се хране током ноћи у току великих врућина, а током дана велики део времена проводе спавајући.
Већи део влаге која им је потребна добијају из хране, али пију воду ако је нађу. Своје рогове користе да би одломили високе гране које су им ван домашаја.

## Размножавање
Женке достижу полну зрелост са 15–36 месеци, а мужјаци са 4–5 година. До парења може доћи у било ком тренутку након достизања полне зрелости, али се најчешће дешава у време кишне сезоне. У Замбији, млади се рађају у јулу и августу, у време када у другим крајевима траје сезона парења. Парење почиње када се крда еланда окупе да би се хранили младом зеленом травом. Доминантни мужјак се може парити са већим бројем женки. Период гестације траје 9 месеци, након чега женка рађа само једно младунче.
Мужјаци, женке и млади стварају посебне друштвене групе. Крда мужјака су најмања. Еланди остају на окупу и заједно траже изворе хране и воде. Крда женки су много већа и покривају већу површину.

## Угроженост
Еланд антилопа тренутно није угрожена врста. Према подацима Међународне уније за заштиту природе (IUCN) до којих се дошло пребројавањем са земље и из ваздуха, густина популације еланд антилопе се креће од 0,05 до 1 на km², а укупна популација је процењена на 136.000. Сматра се да је популација стабилна или да се повећава у Намибији, Боцвани, Зимбабвеу, Јужноафричкој Републици, Малавију и могуће у Танзанији.
Популација се ипак постепено смањује као последица губитка станишта, због ширења људских насеља и криволова. Због чињенице да су неактивне већи део времена, еланд антилопе лако могу бити убијене. Врста је изумрла у Свазиленду и Зимбабвеу, али је тамо поново насељена.
Према подацима IUCN-а око половина укупне процењене популације еланда живи у заштићеним областима, а 30% на приватној земљи. Већина ових популација су стабилне. Релативно велики број еланд антилопа данас живи на приватним поседима, нарочито у Намибији, Зимбабвеу и Јужноафричкој републици (као трофејне животиње имају велику вредност).
Велики број еланда је припитомљен у Зимбабвеу, Јужноафричкој републици и Кенији, али и у Русији, Украјини и Енглеској.